# باغچله (دیواندره)
باغچه لی، روستایی از توابع بخش مرکزی شهرستان دیواندره در استان کردستان ایران است.

## جمعیت
این روستا در دهستان حومه قرار دارد و براساس سرشماری مرکز آمار ایران در سال ۱۴۰۲، جمعیت آن ۱۰۵۰نفر (۲۲۰خانوار) بوده‌است.